# ده سایه خطرناک
ده سایه خطرناک فیلمی به کارگردانی امین امینی و نویسندگی احمد نجیب زاده محصول سال ۱۳۴۴ است.

## خلاصه
سپیده(فروزان), به همراه پدر و نامزدش بهرام (امین امینی) که پسرخاله اش هم هست در راه سفر به ویلایشان هستند . گرگین (گرشا رئوفی) که پسرعموی سپیده است قصد دارد او و پدرش را به قتل برساند تا به عنوان تنها وارث ثروت عمویش را تصاحب کند .او به کمک محسن (محسن آراسته) توطئه های مختلفی را اجرا می کند از بریدن ترمز ماشین تاتیراندازی اما آنها جان سالم به درمی برند . گرگین با کارگذاشتن بمبی دست ساز که توسط محسن به او داده می شود عمویش را به قتل می رساند و بهرام با سپیده که پاهایش دراثر انفجار فلح شده ازدواج می کند .
بهرام و پدرش (نعمت‌الله پیشوائیان) که یک نویسنده جنایی است به همراه مادرش (حمیده خیرآبادی) داستانی را طراحی می کنند که با وارد کردن یک شوک سپیده را درمان کنند واوروی پای خود بایستد . درکشاکش این داستان جنایی ، گرگین کماکان توطئه های خود را برای قتل سپیده به همراه معشوقه اش تامارا و محسن و دارودسته‌شان ادامه می دهد .درنهایت گرگین که برای قتل سپیده نقشه کشیده با حمله به خانه او قصد کشتنش را دارد که بهرام و پدرش اورا شکست می دهند.سپیده دراثر شوک وارده روی پای خود می ایستد و به حقیقت ماجرا پی می برد . گرگین نیز پس از فرار و درگیری با بهرام در زیر چرخ کامیون گرفتارمی شود وماجرا پایان می یابد.

## بازیگران
- امین امینی
- فروزان
- گرشا رئوفی
- نصراله کیوانفر
- دلیله نمازی
- نادره
- نعمت‌اله پیشواییان
- محسن آراسته
- عباس قاجار